# Lonai
Lonai a Csillagok háborúja elképzelt univerzumának egyik szereplője.

## Leírása
Lonai a kumumgah fajba tartozó Erő-érzékeny férfi. Ennek a tatuininak a bőrszíne sárga, míg hajszíne és szemszíne feketék.
Y. e. 25 793-ban Lonai meghalt, a Rakata Végtelen Birodalom invázió idején.

## Megjelenése filmekben, videójátékokban, könyvekben
Ez a tatuini kumumgah, először a „Star Wars: Dawn of the Jedi 1: Force Storm, Part 1” című képregényben szerepel.

### Fordítás
- Ez a szócikk részben vagy egészben a Lonai című Wookieepedia-szócikk fordítása. Az eredeti cikk szerkesztőit annak laptörténete sorolja fel.